# 桑迪福德站
桑迪福德站（英語：Sandyford）是一個位於愛爾蘭都柏林鄧萊里-拉斯當郡的都柏林轻轨站，在2004年通車，前身為斯蒂洛根火車站。

## 歷史
哈考特街線由都柏林，威克洛和韋克斯福德鐵路建造並在1854年通車，斯蒂洛根站原來只是這段路線的四個中停車之一。到20世紀，這路線使用率下降，載客量減少，於是在1951年12月降級至一個小站，至1958年完全停運路線。路軌很快地便被移除，而車站大樓變成了住宅建築物，月台和橋樑均被拆除，號誌燈箱被廢棄。
都柏林輕軌在2001年開始修建，於2004年建成。綠線的查尔蒙特站至桑迪福德站路線基本上與哈考特街線原本路段相同，但斯蒂洛根站重命名為桑迪福德站以作區分。2010年，都柏林輕軌綠線由這站向南延伸至新娘峽谷，使桑迪福德站不再是綠線南行方向的唯一終點站。